# المویک، مالمو
المویک، مالمو (به سوئدی: Almvik, Malmö) یک منطقهٔ مسکونی در سوئد است که در استان اسکونه واقع شده‌است.

## خصوصیات
المویک ۳٬۴۲۸ نفر جمعیت دارد.